# Фокс (басен)
Фокс басен или Фокс залив (енгл. Foxe Basin) је дио Хадсоновог залива између главне копнене масе Канаде и Бафиновог острва. Већи дио године је покривен ледом.
Територијално спада у канадску територију Нунавут.
У њему се налазе већа острва Принц Чарлс, Ер Форс и Бреј.
Острво је добило име по енглеском истраживачу Луку Фоксу (Luke Foxe).